# Hemithea insularia
Hemithea insularia är en fjärilsart som beskrevs av Achille Guenée 1858. Hemithea insularia ingår i släktet Hemithea och familjen mätare. Inga underarter finns listade i Catalogue of Life.